# Dacha Académica

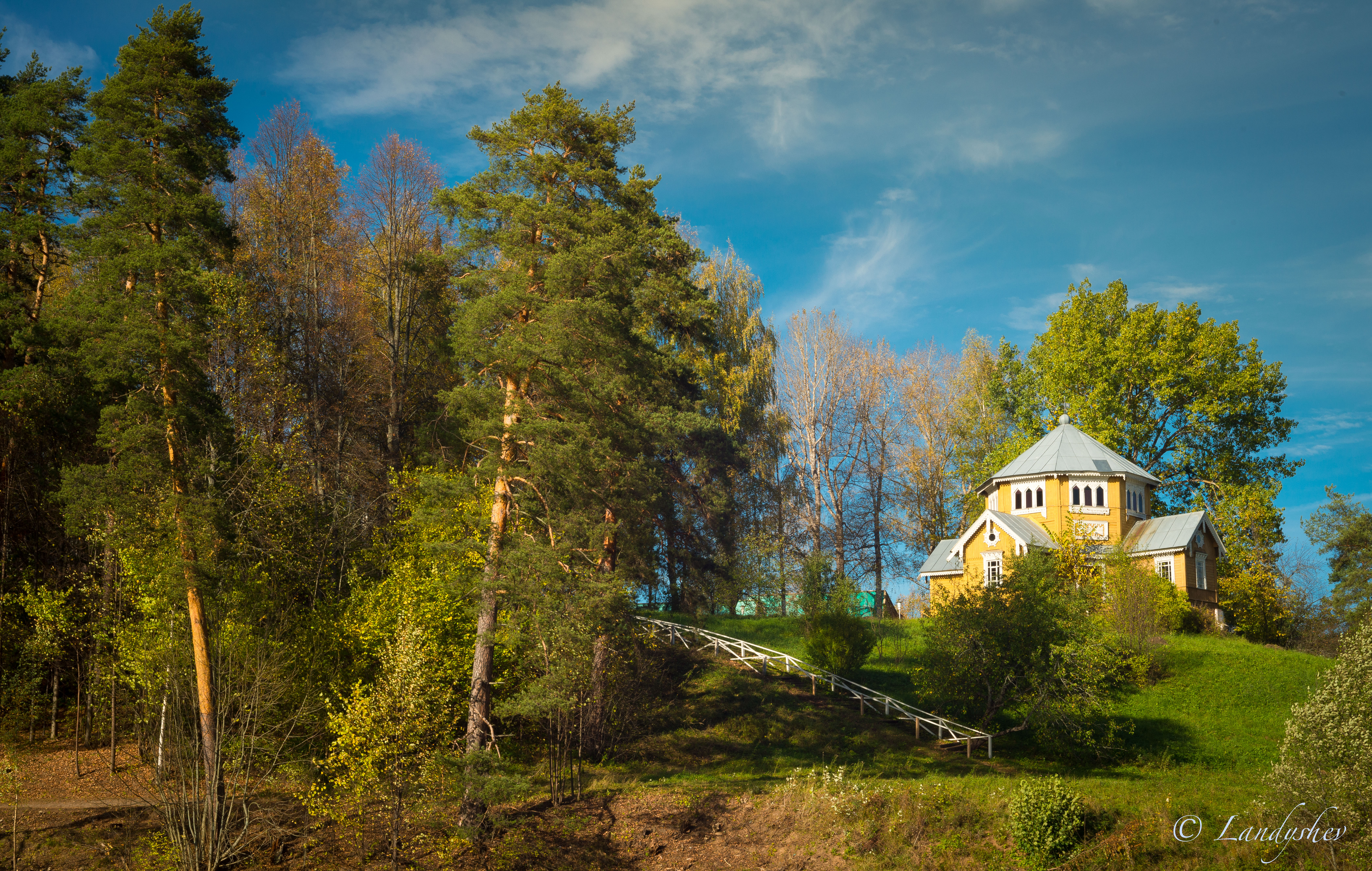
Casa de los artistas académicos

La Dacha Académica (en ruso: Академическая Дача, transliterado como Akademícheskaya Dacha) es una dacha (casa de verano) muy antigua y bien conocida como la base de la creatividad de la Unión de Artistas de la Federación de Rusia. Situada en la provincia de Tver, cerca de la ciudad Vyshny Volochyok, a ocho kilómetros de la estación de tren, en un lugar pintoresco a orillas del río Msta y el lago Mstino. Por extensión, se llama también Dacha Académica («Akademícheskaya» o «Academichka») al área que la rodea, con los pueblos de Bolshoy Gorodok, Maliy Gorodok, Kisharino, Terpigorevo, Valentinovka, Podol y otros, poblados por artistas rusos en la media mitad del segundo del siglo XX.

## Historia
Fue inaugurada el 22 de julio de 1884 como un lugar de prácticas de verano para los estudiantes pobres de la Academia Imperial de las Artes. Una parcela de tierra con parque, la casa y los edificios se habían tomado en arriendo la Academia de Artes en el Ministerio de Ferrocarriles. Fue nombrado originalmente como vivienda Vladimir y María en honor del Presidente de la Academia Imperial de las Artes Gran Duque Vladimir y su esposa la Gran Duquesa María Pavlovna y la emperatriz María Alexandrovna. El papel excepcional en la Dacha Académica organización y realización, "casas de campo académico" pertenecía a su tutor Vasili Aleksándrovich Kokorev  (1817-1889), un importante industrial, Salter, el dueño de una de las mayores colecciones de arte de Rusia y Europa occidental.
Antes de la Revolución de octubre de 1917, en la Dacha Académica trabajaron muchos artistas rusos famosos como Iliá Repin, Isaak Brodski, Nikolái Bogdanov-Belsky, Pavel Chistyakov, Arjip Kuindzhi, Isaak Levitán, Andrei Ryabushkin, Nikolái Roerich y Valentín Serov, entre otros. Tras la revolución de 1917, la casa fue dada a los niños, y dejó de funcionar como campamento de verano. Su funcionamiento en el antiguo como sea posible para restaurar sólo en 1948. Desde entonces, la  Dacha Académica se ha convertido en uno de los centros reconocidos de la vida creativa en la Unión Soviética y Rusia. En esos años trabajaron en ella reconocidos pintores rusos como Aleksei Gritsai, Vecheslav Zagonek, Dmitri Maevski, Maya Kopitseva, Fyodor Reshetnikov, Nikolái Pozdneev, Nikolái Timkov, y muchos otros. No es un accidente, teniendo en cuenta el papel de la Dacha Académica para preservar y promover las tradiciones del arte realista ruso, la llamada «Escuela de Barbizon rusa». Las mejores obras de arte del paisaje y la pintura de género, expuestas entre 1960 y 1980, fueron creadas mayormente en la Dacha Académica y sus alrededores. Más adelante en las décadas de 1970-1980, para satisfacer las necesidades de los artistas se construyeron modernos talleres y edificios de oficinas que han estado ofreciendo durante todo el año el uso de la Dacha Académica para facilitar la creación.
En 1964, la Dacha Académica era el nombre del famoso pintor ruso Iliá Repin. En 1974, cerca del pabellón principal se inauguró monumento a Iliá Repin (escultor Oleg Komov, arquitecto Nikolai Komov), en honor al 130 aniversario del artista. En 2004, durante la celebración del 120 aniversario de la Dacha Académica, una placa en memoria de Vasili Kokorev fue inaugurada en el edificio del pabellón principal.

## Artistas
Artistas rusos que trabajaron en la Dacha Académica y sus alrededores, desde finales del siglo XIX:
- Iliá Repin
- Nikolay Bogdanov-Belsky
- Isaak Brodski
- Pavel Chistyakov
- Arkhip Kuindzhi
- Isaak Levitán
- Andrei Ryabushkin
- Nicholas Roerich
- Valentín Seróv
- Sergey Gerasimov
- Aleksei Gritsai
- Maya Kopitseva
- Boris Lavrenko
- Dmitri Maevski
- Samuil Nevelshtein
- Nikolai Pozdneev
- Nikolai Timkov
- Anatoli Vasiliev
- Boris Ugarov